# Wyatt Hendrickson

Air Force Falcons

Oklahoma State Cowboys

Wyatt Avery Hendrickson (ur. 13 stycznia 2001) – amerykański zapaśnik walczący w stylu wolnym. 
Złoty medalista mistrzostw panamerykańskich w 2025. Pierwszy na MŚ U-23 w 2023 roku. 
Zawodnik Newton High School, United States Air Force Academy i Oklahoma State University. Trzy razy All-American w NCAA Division I (2023-2025). Pierwszy w 2025; trzeci w 2023 i 2024.